# Odwrotny cykl Krebsa

Przebieg reduktywnego cyklu kwasu cytrynowego. 1 – liaza ATP-cytrynian, 2 – reduktaza fumaranowa, 3 – syntaza α-ketoglutaranowa, Fd – ferredoksyna.

Odwrotny cykl Krebsa, odwrotny cykl kwasu cytrynowego, odwrotny cykl TCA, reduktywny cykl kwasów karboksylowych – zespół reakcji biochemicznych podczas których CO2 włączany jest w związki organiczne przy udziale ferredoksyny i ATP. Cykl ten jest sposobem asymilacji dwutlenku węgla u części fotosyntetyzujących purpurowych bakterii siarkowych i bakterii zielonych.
Zasadniczo reakcje reduktywnego cyklu kwasów karboksylowych są odwróceniem reakcji zachodzących w cyklu kwasu cytrynowego zachodzącego w mitochondriach. W reduktywnym cyklu CO2 jest przyłączany do bursztynylo-CoA, kwasu α-ketoglutaranowego i acetylo-CoA. Do redukcji powstających związków organicznych używana jest ferredoksyna. Reakcje wymagają także dostarczenia energii w postaci ATP. Jako donory elektronów służyć mogą także wodór i siarczany.
Redukcyjny cykl kwasu cytrynowego jest alternatywnym sposobem asymilacji CO2 przebiegającej w cyklu Calvina.
Wykazano, że kilka z reakcji cyklu redukcyjnego może być katalizowanych przez związki nieorganiczne.